# British Steel Limited
Ne doit pas être confondu avec British Steel.
 (novembre 2023).
British Steel Limited est une entreprise sidérurgique britannique, issue du rachat d'une partie de la division européenne de Tata Steel en 2016 par le fonds d'investissement Greybull Capital. Elle a repris le nom d'une ancienne entreprise, British Steel. British Steel fait faillite le 22 mai 2019. À la suite de cela, elle est rachetée en 2020, avec FN Steel, par le groupe chinois Jingye Steel.

## Implantations
British Steel possède des fonderies en Angleterre, ainsi qu'une aciérie à Scunthorpe. En France, sa filiale British Steel France Rail possède une usine de rails à Hayange. Enfin, le groupe possède une filiale aux Pays-Bas à la suite du rachat de l'aciériste néerlandais FN Steel en 2018.